# Rio Hamoş
O Rio Hamoş é um rio da Romênia, afluente do Beregsău, localizado no distrito de Timiş.